# Anthony Ruivivar
Anthony Michael Ruivivar (Honolulu, 4 november 1970) is een Amerikaans acteur. 

## Biografie
Ruivivar werd geboren in Honolulu bij een vader van Filipijnse, Chinese en Spaanse afkomst en een moeder van Duitse en Schotse afkomst. Hij haalde zijn bachelor of fine arts aan de Universiteit van Boston in Boston. Naast het Engels spreekt Ruivivar ook vloeiend Spaans.
Ruivivar begon in 1990 met acteren in de film Maverick Square, waarna hij nog meerdere rollen speelde in films en televisieseries. Hij is vooral bekend van zijn rol als Carlos Nieto in de televisieserie Third Watch waar hij in 131 afleveringen speelde (1999-2005). 
Ruivivar is in 1998 getrouwd met actrice Yvonne Jung met wie hij twee kinderen heeft. 

## Filmografie

### Films
Uitgezonderd korte films.
- 2022: Immanence - als Roman
- 2021: Mad God - als Witch
- 2017: Lost Cat Corona - als Guillermo
- 2015: Larry Gaye: Renegade Male Flight Attendant - medewerker vliegschool
- 2012: Junction - als Tai
- 2011: Big Mike - als Armando Romero
- 2011: Silent Witness - als Michael Ramos
- 2011: The Adjustment Bureau - als McCrady
- 2009: Play Dead - als Jesus
- 2009: A Perfect Getaway - als Chronic
- 2008: Tropic Thunder - als sergeant die  in hoofd wordt geschoten
- 2004: Poster Boy - als Daniel
- 2000: Swimming - als Kalani
- 1999: Saturn - als Arturo / Satan
- 1999: Simply Irresistible - als Ramos
- 1998: Harvest - als Roberto Fuentes
- 1998: High Art - als Xander
- 1997: Starship Troopers - als Shujimi
- 1996: Race the Sun - als Eduardo Braz
- 1994: White Fang 2: Myth of the White Wolf - als Peter
- 1990: Maverick Square - als ??

### Televisieseries
Uitgezonderd eenmalige gastrollen.
- 2022-2023: NCIS: Hawaiʻi - als Daniel Tennant - 7 afl.
- 2021: Turner & Hooch - als James Mendez - 12 afl.
- 2019: Dreamland - als Derrick Silver - 6 afl.
- 2018: The Haunting of Hill House - als Kevin Harris - 8 afl.
- 2016-2017: Frequency - als Stan Moreno - 9 afl.
- 2016: Scream - als sheriff Miguel Acosta - 12 afl.
- 2015-2016: Gortimer Gibbon's Life on Normal Street - als Adam Hernandez - 5 afl.
- 2015-2016: American Horror Story - als Richard Ramirez - 2 afl.
- 2014-2015: Avengers Assemble - als Nighthawk (stem) - 7 afl.
- 2013-2015: Banshee - als Alex Longshadow - 18 afl.
- 2014: Hawaii Five-0 - als Marco Reyes - 4 afl.
- 2013-2014: Beware the Batman - als Batman / Bruce Wayne / Thomas Wayne (stemmen) - 26 afl.
- 2014: Beauty and the Beast - als agent Henry Knox - 4 afl.
- 2013-2014: Revolution - als generaal Bill Carver - 4 afl.
- 2013: Southland - als officier Hank Lucero - 7 afl.
- 2012: Major Crimes - als D.D.A. Ozzy Michaels - 3 afl. '
- 2010-2011: The Whole Truth - als Alejo Salazar - 13 afl.
- 2007: Chuck - als Tommy - 2 afl.
- 2007: Traveler - als agent Guillermo Borjes - 8 afl.
- 1999-2005: Third Watch - als Carlos Nieto - 131 afl.
- 1997: All My Children - als Enrique 'Ricky' - 2 afl.

- International Standard Name Identifier: 0000 0000 4881 475X
- Library of Congress Control Number: no2004097044
- Virtual International Authority File: 34174694
- WorldCat: E39PBJdGRjB6rYCqCCKQt4TvHC